# 이병용 (1926년)
이병용(李炳勇, 1926년 4월 29일~2013년 3월 7일)은 대한민국의 법조인, 정치인이다. 제13대 국회의원을 지냈다.

## 생애
이병용은 1949년 연희대학교 정외과 재학중 제3회 조선변호사시험에 합격해 법조인의 길을 걷기 시작했다. 이후 1951년 대전지검 검사, 서울지검 검사, 서울지방법원·서울고등법원 판사(1955) 등을 역임했으며, 서울지방법원 재직 시에는 조봉암 선생 사건 1심 재판부의 배석 판사로 참여하기도 했다. 서울고법 판사로 근무하던 59년부터 2년간 신분을 감추고 필명 ‘이견생’으로 법률신문에 ‘법창야화’를 연재했다. 법관들 사이에 오간 은밀한 대화나 법원 내부에서 일어난 일들을 소개한 뒤 잘잘못을 직설적으로 지적하는 글을 실어 당시 법조인들 사이에서 인기를 끌었다.
1964년 변호사로 개업한 후에는 서울시 법률고문, 서울회 회장, 제32대 대한변협 협회장 (1983.05~1985.02), 민주화추진협의회 부위원장 등을 지냈으며, 1979년 10·26사태 때는 김재규 전 중앙정보부장의 국선변호인과, 박정희 전 대통령 비서실장이었던 김계원씨의 사선변호인을 맡기도 했다. 1985년에는 제37회 세계인권선언기념일을 맞아 무궁화장을 수상했다. 1988년에는 제13대 전국구 국회의원(민주정의당)이 되었다.
2013. 3. 7. 숙환으로 별세했다. 박희태 전 국회의장은 “작은 문구에 얽매이기보다는 대범하게 일처리를 하고 무척 정의로운 분이셨던 걸로 기억한다. 한마디로 대인배이셨다”고 회고했다. 유족은 부인 김혜선씨와 아들 웅규(전 샘표식품 부사장)·성규(김앤장 변호사)씨, 딸 희원씨, 사위 최영진 주미대사가 있다.

## 역대 선거 결과
| 실시년도 | 선거  | 대수 | 직책     | 선거구 | 정당       | 득표수      | 득표율         | 순위       | 당락 | 비고 |
| -------- | ----- | ---- | -------- | ------ | ---------- | ----------- | -------------- | ---------- | ---- | ---- |
| 1988년   | 총선  | 13대 | 국회의원 | 전국구 | 민주정의당 | 6,670,494표 | \| \| 34.0% \| | 전국구 5번 |      | 초선 |
|          | 34.0% |      |          |        |            |             |                |            |      |      |